# Humanekologi
Humanekologi (av latinets humanus, 'mänsklig', och ekologi) är studiet av förhållandet mellan människan och hennes totala omgivning. Detta inkluderar samspelet med och mellan natur, klimat, teknik, kommunikationer, försörjning, resurser, materialflöden, samhälle, kultur och livsåskådning i olika tider och i olika delar av världen.   
Grundläggande frågor är hur människan påverkar och utnyttjar sin omgivning och hur naturresursbasen påverkar och sätter gränser för mänsklig verksamhet. Där finns också hur människors föreställningar om naturen påverkar och påverkas av samhälle och försörjningssätt.  
Ämnet är genuint tvärvetenskapligt. Detta innefattar element från många såväl tekniska-naturvetenskapliga och samhällsvetenskapliga som humanistiska discipliner, med strävan mot en integrerad helhetsbild.  
Humanekologin grundades av den så kallade Chicagoskolan i sociologi under ledning av Robert E. Park på 1920-talet. Britten Patrick Geddes – som själv inte använde begreppet – ses ofta som humanekologins skapare. I Sverige gavs från 1970-talet kurser i humanekologi vid Centrum för Tvärvetenskap, med breda kontaktytor mellan Chalmers och Göteborgs universitet. Emin Tengström blev 1981 landets förste professor i ämnet.